# Élections sénatoriales de 1906 en Ille-et-Vilaine
Les élections sénatoriales en Ille-et-Vilaine ont lieu le dimanche 7 janvier 1906. 
Elles ont pour but d'élire les 4 sénateurs représentant le département au Sénat pour un mandat de neuf années.

## Mode de scrutin
Ces élections se déroule au scrutin indirect, majoritaire et plurinominal, selon la loi du 10 décembre 1884.
Ne peuvent voter que : 
- de 1 à 24 délégués par commune, élus par chaque conseil municipal ;
- les conseillers généraux (43 cantons) ;
- les conseillers d'arrondissements (43 également) ;
- les députés du département (8 sièges) ;
- les sénateurs sortants (4 sièges).

## Élections partielles durant le mandat 1897-1906

### Partielle du 20 janvier 1901
Paul de Chadois, sénateur inamovible élu en 1875 est mort le 20 juillet 1900.
L'Ille-et-Vilaine est tirée au sort pour recevoir un siège électif de plus.
|          | Adolphe de Saint-Germain | Natio.   | 587  | 51,90 |  |  |  |  |
|          | Jean-Marie Maugère       | Rad      | 546  | 48,28 |  |  |  |  |
|          |                          |          |      |       |  |  |  |  |
| Inscrits | Inscrits                 | Inscrits | 1144 |       |  |  |  |  |
| Votants  | Votants                  | Votants  | 1137 | 99,39 |  |  |  |  |
| Exprimés | Exprimés                 | Exprimés | 1131 | 99,47 |  |  |  |  |

### Partielle du 27 octobre 1901
Louis Grivart (Mon.), élu depuis 1893 est mort le 3 aout 1901.
|          | Eugène Pinault   | Rép. lib | 618  | 54,40 |  |  |  |  |
|          | Auguste Reculoux | Rép G    | 514  | 45,25 |  |  |  |  |
|          |                  |          |      |       |  |  |  |  |
| Inscrits | Inscrits         | Inscrits | 1143 |       |  |  |  |  |
| Votants  | Votants          | Votants  | 1140 | 99,74 |  |  |  |  |
| Exprimés | Exprimés         | Exprimés | 1136 | 99,65 |  |  |  |  |

### Partielle du 15 mai 1904
Henri Guérin (Prog.), élu depuis 1893, est mort le 13 février 1904.
|          | Eugène Brager de La Ville-Moysan | Mon.     | 627  | 55,29 |  |  |  |  |
|          | Gaston Martin-Métairie           | Rép G    | 507  | 44,71 |  |  |  |  |
|          |                                  |          |      |       |  |  |  |  |
| Inscrits | Inscrits                         | Inscrits | 1143 |       |  |  |  |  |
| Votants  | Votants                          | Votants  | 1142 | 99,91 |  |  |  |  |
| Exprimés | Exprimés                         | Exprimés | 1134 | 99,30 |  |  |  |  |

## Listes candidates
| N° | Candidats | Candidats                          | Parti   | Principales fonctions                                                                              |
| -- | --------- | ---------------------------------- | ------- | -------------------------------------------------------------------------------------------------- |
| 01 |           | Eugène Pinault *                   | Rép lib | Sénateur sortant, conseiller général de Rennes-Nord-Ouest, maire de Rennes. Patron d'une tannerie. |
| 02 |           | Adolphe de Saint-Germain *         | Natio.  | Sénateur sortant. Général de division.                                                             |
| 03 |           | Eugène Brager de La Ville-Moysan * | Mon.    | Sénateur sortant, conseiller général de Rennes-Nord-Est. Avocat.                                   |
| 04 |           | Ferdinand Baston de La Riboisière  | Rép lib | Ancien député, conseiller général et maire de Louvigné-du-Désert. Ancien Militaire.                |

| N° | Candidats | Candidats                 | Parti | Principales fonctions                                                            |
| -- | --------- | ------------------------- | ----- | -------------------------------------------------------------------------------- |
| 01 |           | Georges Garreau *         | Rép G | Sénateur sortant, maire de Vitré. Avoué.                                         |
| 02 |           | Émile Beillard            | Rép G | Conseiller général de Saint-Aubin-d'Aubigné, maire de Sens-de-Bretagne. Notaire. |
| 03 |           | François Brune            | Rép G | Conseiller général et maire de Pleine-Fougères . Notaire                         |
| 04 |           | Eugène Filâtre-Longchamps | Rép G | Aucun mandat. Conseiller de Cour d'appel                                         |

## Résultats

### Tableau
|          |                                    |          |      |       |  |  |  |  |
|          | Eugène Pinault *                   | Rép lib  | 688  | 61,16 |  |  |  |  |
|          | Ferdinand Baston de La Riboisière  | Rép lib  | 670  | 59,56 |  |  |  |  |
|          | Eugène Brager de La Ville-Moysan * | Monar.   | 651  | 57,87 |  |  |  |  |
|          | Adolphe de Saint-Germain *         | Natio.   | 636  | 56,53 |  |  |  |  |
|          |                                    |          |      |       |  |  |  |  |
|          | Georges Garreau *                  | Rép G    | 477  | 42,40 |  |  |  |  |
|          | Émile Beillard                     | Rép G    | 466  | 41,42 |  |  |  |  |
|          | François Brune                     | Rép G    | 463  | 41,16 |  |  |  |  |
|          | Eugène Filâtre-Longchamps          | Rép G    | 451  | 40,09 |  |  |  |  |
|          |                                    |          |      |       |  |  |  |  |
| Inscrits | Inscrits                           | Inscrits | 1129 |       |  |  |  |  |
| Votants  | Votants                            | Votants  | 1126 | 99,73 |  |  |  |  |
| Exprimés | Exprimés                           | Exprimés | 1125 | 99,91 |  |  |  |  |

### Sénateurs élus
| Sénateur | Sénateur                           | Parti   | Fonctions lors de l'élection en 1906                                                               |
| -------- | ---------------------------------- | ------- | -------------------------------------------------------------------------------------------------- |
|          | Eugène Pinault *                   | Rép lib | Sénateur sortant, conseiller général de Rennes-Nord-Ouest, maire de Rennes. Patron d'une tannerie. |
|          | Adolphe de Saint-Germain *         | Natio.  | Sénateur sortant. Général de division.                                                             |
|          | Eugène Brager de La Ville-Moysan * | Mon.    | Sénateur sortant, conseiller général de Rennes-Nord-Est. Avocat.                                   |
|          | Ferdinand Baston de La Riboisière  | Rép lib | Ancien député, conseiller général et maire de Louvigné-du-Désert. Ancien Militaire.                |